# Германо-венгерские войны
Германо-венгерские войны — войны между германскими императорами Генрихом I и Оттоном I с одной стороны и венграми с другой.
В конце IX веке территория нынешней Венгрии, населенная в то время частью немцами, частью же славянами, подверглась нашествию венгров, вытесненных печенегами из южно-русских степей. Завладев всей страной, венгры вскоре стали представлять для своих соседей серьёзную угрозу.
В 900 году они совершили опустошительные набеги на Ломбардию, Баварию и Каринтию. Продолжая свои набеги, венгерские полчища в 908 году опустошили Саксонию и Швабию, в 910 году разбили немцев у Леха под Аугсбургом и в 911 году даже перешли реку Рейн.
Потерпев несколько неудач, они в 917—919 годах снова продолжали набеги на Саксонию и Лотарингию и в 924 году совершили свой знаменитый рейд через Италию, Бургундию, Аквитанию, Франконию и Саксонию и вынудили германского короля Генриха I избавиться от них крупною данью. Заключив с ними мир, Генрих стал укреплять обороноспособности своего государства.
В 934 году, собравшись с силами, он отказал венграм в дани. Венгры перешли германскую границу двумя колоннами, из которых одна была уничтожена у Зондерсгаузена франко-саксонской армией, а другая — армией короля Генриха I у деревни Ритебург на реке Унструт.
В 937 году венгры снова появились во Франконии и, разбитые королём Оттоном I под Вормсом, бросились в Западную Францию, опустошая земли до реки Луары и далее до Аквитании. Часть венгров дошла до Капуи и Беневента в Южной Италии.
В 943 году они были разбиты герцогом Бертольдом Баварским под Вельсом на реке Трауне, но эта неудача не остановила их, и они появились у стен Рима.
Воспользовавшись восстанием сына Оттона I, Рудольфа, венгры в 954 году снова появились в Германии и, дойдя до Фландрии и Геннегау, через Италию вернулись домой. В следующем году они в больших силах появились у Аугсбурга, храбро защищаемого епископом Удальрихом. Подоспевший на помощь городу Оттон I, во главе 8 тысяч всадников, разбил венгров 10 августа 955 года под Аугсбургом и этим положил конец их набегам.